# Верх-Ягьйо
Верх-Ягьйо́ (рос. Верх-Ягьё) — село у складі Шелопугінського району Забайкальського краю, Росія. Входить до складу Глинянського сільського поселення.
Стара назва — Верхній Єгьйо.

## Населення
Населення — 140 осіб (2010; 156 у 2002).
Національний склад (станом на 2002 рік):
- росіяни — 97 %